# Kibernetički rat
Cyber-ratovanje (ratovanje u kibernetskom prostoru) je pojam koji označava upotrebu računala, interneta i drugih sredstava za pohranu ili širenje informacija za provođenje napada na neprijateljske informacijske sustave pomoću sredstava informatičke tehnologije.
Takav vojni sukob u virtualnom prostoru odvija se sredstvima koja su uglavnom iz područja informacijskih tehnologija. Smatra se integralnom dijelu hibridnih sukoba.
Bojišnice cyber-rata su primjerice komunikacijski i informacijski sustavi. Napadači mogu primjerice uz relativno malen napor oštetiti infrastrukturu ili gospodarstvo neprijateljske države ako se u velikoj mjeri temelji na računalnim sustavima. 

## Ciljevi i metode napada
Cyber-ratovanjem napadač može slijediti razne strateške ciljeve: 
- distribuciju propagande ili uzrokovati paniku među civilnim stanovništvom.
- trajno oštetiti ključne elemente tehnološke infrastrukture (elektrane, komunikacijske sustave, itd).
- napadi mogu biti sredstvo za prikupljanje tajnih informacija.
- napadi trojanskim konjem

Ovisno o namjeni za napade može se upotrebljavati cijeli niz alata: 
zombie računala se rabe za napad DDoS koje omogućava stjecanje kontrole nad sustavom

## Kibernetička protuobavještajna djelatnost
Kibernetičku protuobavještajnu djelatnost predstavljaju akti identifikacije, probijanja ili neutraliziranja stranih operacija koje uključuju kibernetičko djelovanje i špijunažu. Glavni akteri kibernetičke protuobavještajne djelatnosti su nacionalne sigurnosno-obavještajne službe. 
2009. godine, američko ministarstvo obrane priopćilo je kako je u prvoj polovici godine potrošilo oko 100 milijuna dolara na borbu protiv kibernetičke špijunaže i kriminala. 